# Scieurac-et-Flourès
Scieurac-et-Flourèst ist eine französische Gemeinde mit 42 Einwohnern (Stand: 1. Januar 2022) im Département Gers in der Region Okzitanien (bis 2015 Midi-Pyrénées). Sie gehört zum Arrondissement Mirande und zum Gemeindeverband Bastides et Vallons du Gers. Die Einwohner nennen sich Scieuracais.

## Geografie
Scieurac-et-Flourès liegt in der Landschaft Astarac im Osten der historischen Provinz Gascogne in hügeligem Gelände zwischen den Flüssen Baïse und Arros, 40 Kilometer nördlich von Tarbes und etwa 35 Kilometer westsüdwestlich von Auch. Das 5,38 km² umfassende Gemeindegebiet zeigt eine Mischung von Äckern, Wiesen und Gehölzen umfasst viele Weiler und Einzelhöfe. Die Ortsteile liegen meistens auf Hügeln und Kuppen nach Art der Bastiden. Am Ostrand der Gemeinde wird mit 275 Metern über dem Meer der höchste Punkt erreicht. Im Gemeindegebiet gibt es sieben kleinere Stauweiher, die der Bewässerung der Landwirtschaft und dem Hochwasserschutz dienen. Umgeben wird Scieurac-et-Flourès von den Nachbargemeinden Armous-et-Cau im Norden, Mascaras im Osten, Laveraët im Süden, Marciac im Südwesten sowie Tourdun im Westen.

## Bevölkerungsentwicklung
| Jahr      | 1962 | 1968 | 1975 | 1982 | 1990 | 1999 | 2009 | 2020 |
| Einwohner | 80   | 77   | 51   | 72   | 62   | 50   | 49   | 42   |

Im Jahr 1831 wurde mit 250 Bewohnern die bisher höchste Einwohnerzahl ermittelt. Die Zahlen basieren auf den Daten von cassini.ehess und INSEE.

## Sehenswürdigkeiten
- Kirche Saint-Pierre, neoromanischer Bau vom Ende des 19. Jahrhunderts
- Flurkreuze in den Weilern Le Caussou, Setzères und Bourrassot

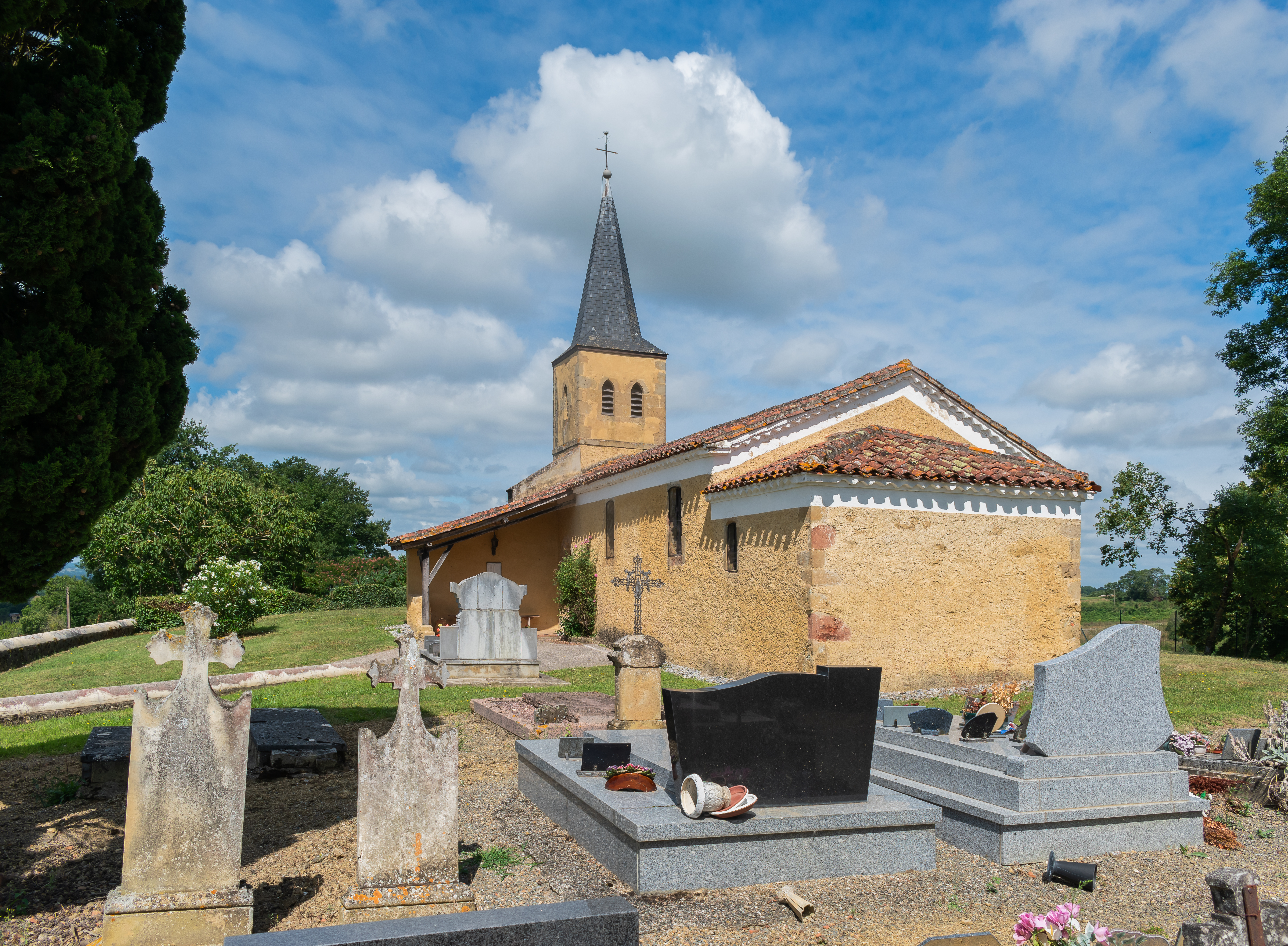
Kirche Saint-Pierre

## Wirtschaft und Infrastruktur
In der Gemeinde Scieurac-et-Flourès sind zwölf Landwirtschaftsbetriebe ansässig (vorwiegend Getreideanbau, zwei Saatgutbetriebe).
Durch die zwölf Kilometer entfernte Gemeinde Marciac verläuft die Fernstraße D 3 von Aire-sur-l’Adour nach Mirande. Im 48 Kilometer entfernten Aire-sur-l’Adour besteht ein Anschluss an die Autoroute A 48.

## Belege
1. ↑  Scieurac-et-Flourès auf cassini.ehess.fr
2. ↑  Scieurac-et-Flourès auf insee.fr
3. ↑  Landwirtschaftsbetriebe auf annuaire-mairie.fr (französisch)